# Villa royale Marie-Henriette
La Villa royale Marie-Henriette (ou Villa royale Reine Marie-Henriette), dernière demeure de la reine Marie-Henriette de Habsbourg-Lorraine, deuxième reine des Belges, épouse de Léopold II, abrite, depuis 1965, le Musée de la ville d’eaux de Spa. Ce bâtiment, à trois corps, édifié en 1863, était quelque peu différent de l’aspect qu’il présente au début du XXIe siècle.

## Historique
L’hôtelier Nagant fait construire l’Hôtel du Midi en 1863 puis le vend, en 1886, à la famille Sury, des hôteliers très actifs, qui lui donnent le nom d’Hôtel de l’Avenue et du Midi.
Venue une première fois à Spa en 1856, Marie-Henriette décide d’acquérir une propriété spadoise en 1894. Elle visite de nombreuses villas avant d’arrêter son choix sur l’Hôtel du Midi, qui sera acheté par la « Liste civile ». Après de nombreuses transformations qui dureront un an, le « chalet de la reine », comme l'appelle Le Patriote illustré de l'époque, est bien modeste en comparaison du Palais royal de Bruxelles ou du château de Laeken ; Marie-Henriette y est chez elle et peut le décorer à sa guise et s'y installe officiellement le 15 juillet 1895. Elle y passe les 7 dernières années de sa vie et y décède le 19 septembre 1902. Ce bien est légué au baron Auguste Goffinet, secrétaire des commandements de Leurs Majestés mais surtout ami fidèle de la reine.
En janvier 1915, Spa est occupée par les Allemands et la villa est réquisitionnée par la Croix rouge allemande pour y soigner des convalescents.
Le baron Goffinet n’occupe jamais la Villa royale. En août 1924, il la met à la disposition d’une fondation qui ouvre une maison de cure et de repos réservée aux coloniaux. Cette association propose aux colons, fatigués ou atteints par le climat de l’Afrique, un lieu de villégiature. Cette résidence ferme ses portes en 1963.
En 1963, l’administration communale de Spa achète bâtiments et terrain pour y installer différents services. L’aile ouest est réservée à la police communale et au Service des Travaux, l’aile est accueille la Justice de Paix, tandis que les collections communales sont installées dans l’aile centrale.
Aujourd’hui, dans les différentes salles du Musée de la ville d'eaux, les visiteurs découvrent des objets en bois joliment décorés : les Jolités de Spa. On peut y découvrir une exposition permanente de plus de 300 pièces qui témoignent du savoir-faire des artisans spadois (ébénistes et décorateurs) ayant œuvré dans les nombreux ateliers ou manufactures durant ces quatre derniers siècles.

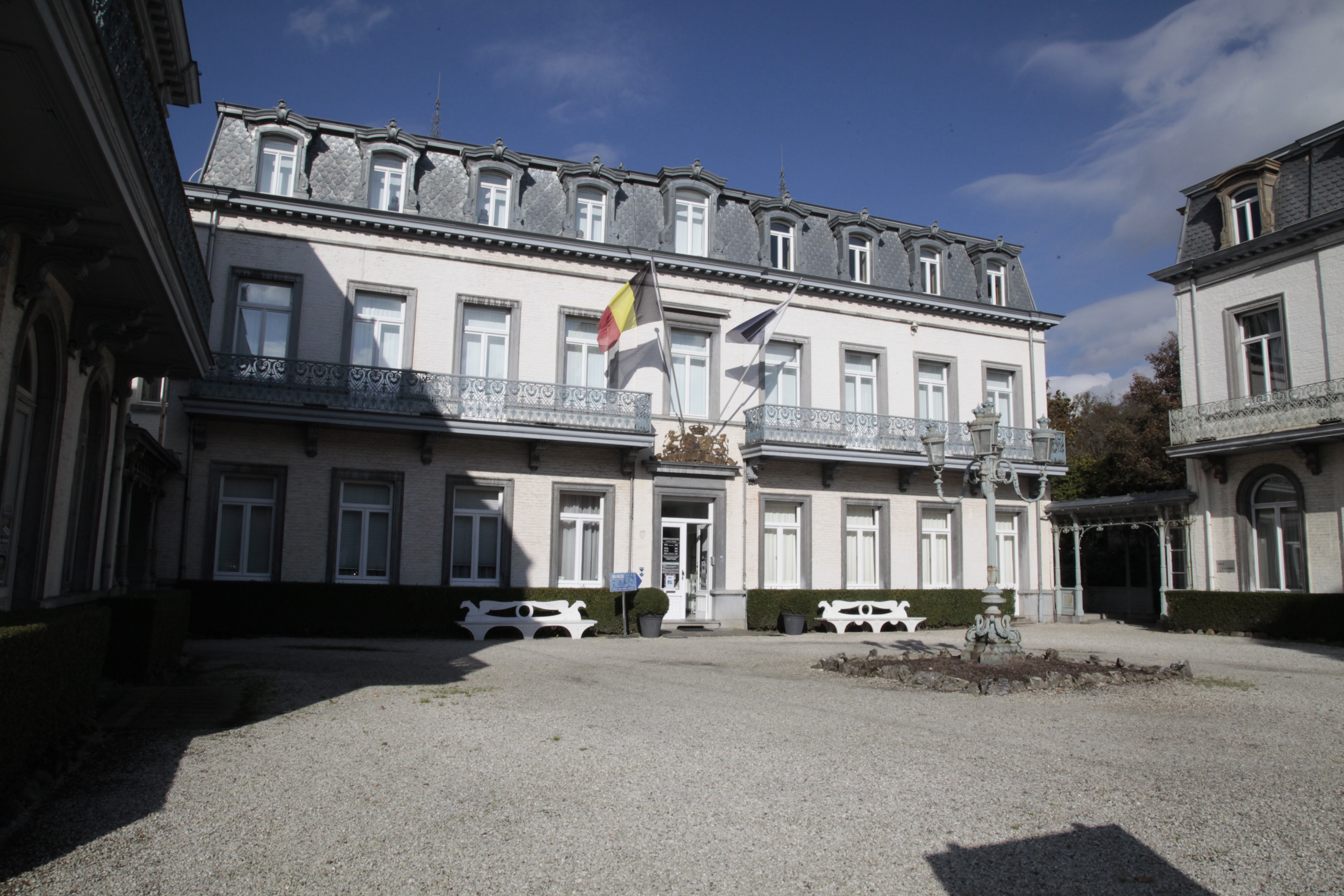
L'entrée principale.
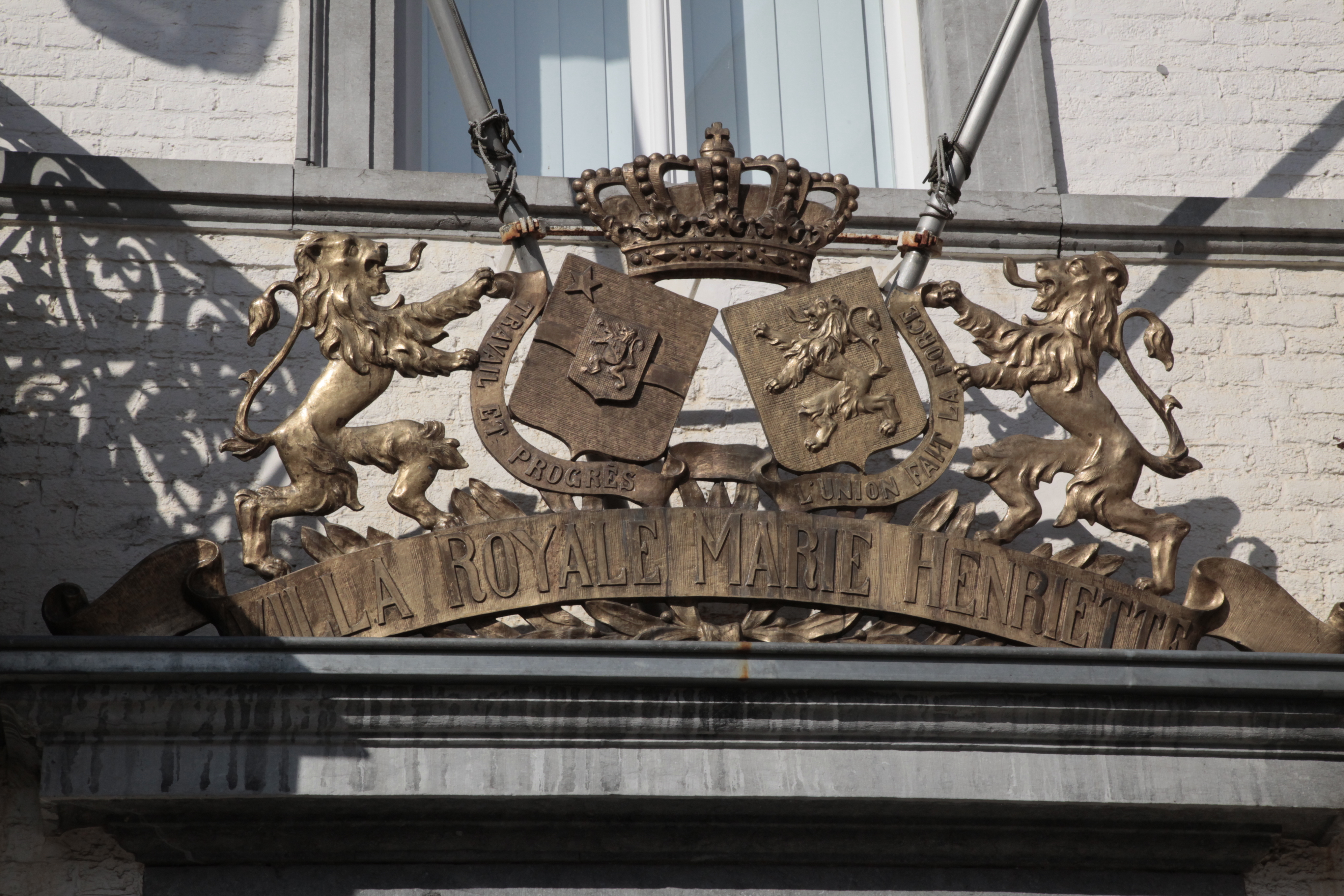
Armoiries.

## Dates importantes
Les principales dates à retenir sont les suivantes :
- 1863 : construction d'un bâtiment par Pierre-Louis Nagant-Courtinat sur un terrain acquis de Mathieu Lambert Wilkin fils.
- 1871 : extension du bâtiment.
- 1886 : Le bien est acquis par Pierre Sury-Henrard, Alphonse Sury-Leloup et Alfred Sury-Schaltin.
- 1887 - 1888 : agrandissement des bâtiments.
- 1894 : acquisition par Marie-Henriette, Reine des Belges.
- 1896 : aménagement des bâtiments par la souveraine.
- 1903 : le Baron Constant Auguste Jules Goffinet devient propriétaire par succession.
- 1915 : Spa est occupée par les Allemands et la villa est réquisitionnée par la Croix rouge allemande pour y soigner des convalescents.
- 1931 : par succession, la propriété passe au baron Jacques de Fierlant-Dormer, à Marie-Louise de Fierlant-Dormer, au comte Liedekerke de Pailhe de Fierlant Dormer.
- 1936 : transfert du bien à l'ASBL Villa Royale Marie-Henriette.
- 1963 : le 20 novembre, acquisition par la commune de Spa[3].

## Patrimoine immobilier classé de Spa
L'ensemble formé par la Villa royale et ses abords immédiats, fait partie du patrimoine immobilier classé de Spa, suivant un arrêté du 27 septembre 1972, sous le numéro d'inventaire 63072-CLT-0006-01.
Le 7 janvier 1994, certains éléments de la villa royale sont aussi inventoriés (no 63072-CLT-0007-01) :
- les façades avant des trois bâtiments ;
- les façades donnant sur la cour des deux ailes latérales ;
- les galeries couvertes reliant les bâtiments entre eux ;
- les toitures des trois bâtiments ;
- le lampadaire en fonte de la cour rectangulaire.

Le périmètre définissant cet ensemble peut être visualisé sur Google Earth sous le code 63072-CLT-0006-01-GOOG-01-01.
Une galerie de photos peut être consultée sur le Portail de la Wallonie.